# Radio Mont Aiguille
Radio Mont Aiguille (RMA) était une radio française diffusée dans le Trièves, la Matheysine, le Beaumont et le Valbonnais.
Son studio principal était situé à Mens, un studio de production se trouvait également à Susville, tous les deux en Isère.

## Historique
Radio Mont Aiguille fut inaugurée par Laurent Fabius (Premier Ministre de l'époque) en 1989, à la suite de l’ouverture de la FM aux associations.
Au départ deux bénévoles, enseignants au collège de Mens, J-C. Chemin et R. Dordain proposent quelques heures de diffusion par jour, dans le cadre d’une radio pédagogique, avec et pour les élèves.
Puis le prêt de matériel sophistiqué par le Parc du Vercors permet d’émettre plus longtemps et dans de meilleures conditions.
En 1995, le CSA reconnaît officiellement RMA en tant que radio locale de proximité (catégorie A).
En 2005, RMA investit dans le RDS pour permettre un basculement automatique entre les deux fréquences.
Affiliée à la FRANCRA, RMA intègre la Confédération des radios associatives non commerciales de Rhône-Alpes en 2006.
En 2012, les programmes de RMA sont enfin disponibles en écoute sur Internet (streaming et baladodiffusion).
Le 19 avril 2013, l'association CET (Comité d'Expansion du Trièves), dernier gestionnaire des fréquences de RMA se trouve en liquidation judiciaire et contraint l'équipe de salariés et les bénévoles à stopper l'aventure. Fin avril, la station n'émet plus. Le CSA laisse cependant un délai pour permettre une reprise d'activité si une nouvelle association se manifeste.
Immédiatement, l'association "Les Amis de Radio Mont Aiguille" fondée début 2011 afin de prévenir la mauvaise gestion du CET, se manifeste pour le maintien de sa radio locale. En mai 2013, le désir de relancer l'activité est voté en assemblée générale extraordinaire. En octobre 2013, Les Amis de RMA invite de nombreuses radios locales pour des ateliers de partage des savoir-faire radiophoniques. Les habitants sont nombreux à participer et l'association s'assure mutualisation de compétences et formations techniques.
En juin 2014, France Culture diffuse une émission consacrée à la fin de cette radio: « Retour sur l'histoire de cette petite radio associative et sur les causes de sa disparition. ».
Le 5 juin 2014, la seconde émission de France Culture fait un reportage sur la réunion dans laquelle Les Amis de RMA déterminent un nouveau nom pour porter le projet de renaissance : Radio Dragon.
Un site Internet est créé dans l'été, l'association dépose son dossier de candidature auprès du CSA le 1er octobre 2015 puis propose à la fin du mois une seconde session de partage des savoir-faire radiophoniques. À cette occasion la diffusion de Radio Dragon débute en webradio.
Le 24 juin 2015 le CSA sélectionne Radio Dragon pour la reprise des deux fréquences de Radio Mont Aiguille.

## Animateurs
La station comptait à la fin de son activité deux salariés permanents et quelques bénévoles.

## Programmation
- Émissions généralistes (journal local, actualités locales avec invités, actualités sportives et culturelles)
- Émissions musicales
- Émissions de radios et producteurs partenaires indépendants

## Moyens techniques
- 1 émetteur FM à Menglas (Mens)   104.4 FM
- 1 émetteur FM à La Mure          96.8 FM